# 6a etapa del Tour de França de 2015
La 6a etapa del Tour de França de 2015 es disputà el dijous 9 de juliol de 2015 sobre un recorregut de 191,5 km entre les viles franceses d'Abbeville i Le Havre.
L'etapa quedà marcada per una caiguda produïda en el darrer quilòmetre, en què es va veure implicat Tony Martin (Etixx-Quick Step) i Vincenzo Nibali (Astana Qazaqstan Team), entre d'altres. Tot i que tots els corredors van acabar l'etapa, Martin ho va fer amb clares mostres de dolor en una clavícula i ajudat per diversos corredors del seu equip. Una posterior exploració va demostrar que s'havia trencat la clavícula, per la qual cosa no prendria la sortida l'endemà.
La victòria d'etapa fou per a Zdeněk Štybar (Etixx-Quick Step), que aprofitant el caos provocat després de la caiguda i la manca d'entesa en un grup posterior en què hi havia d'altres esprintadors, arribà amb dos segons d'avantatge a la línia d'arribada sobre Peter Sagan (Team Tinkoff-Saxo).

## Recorregut

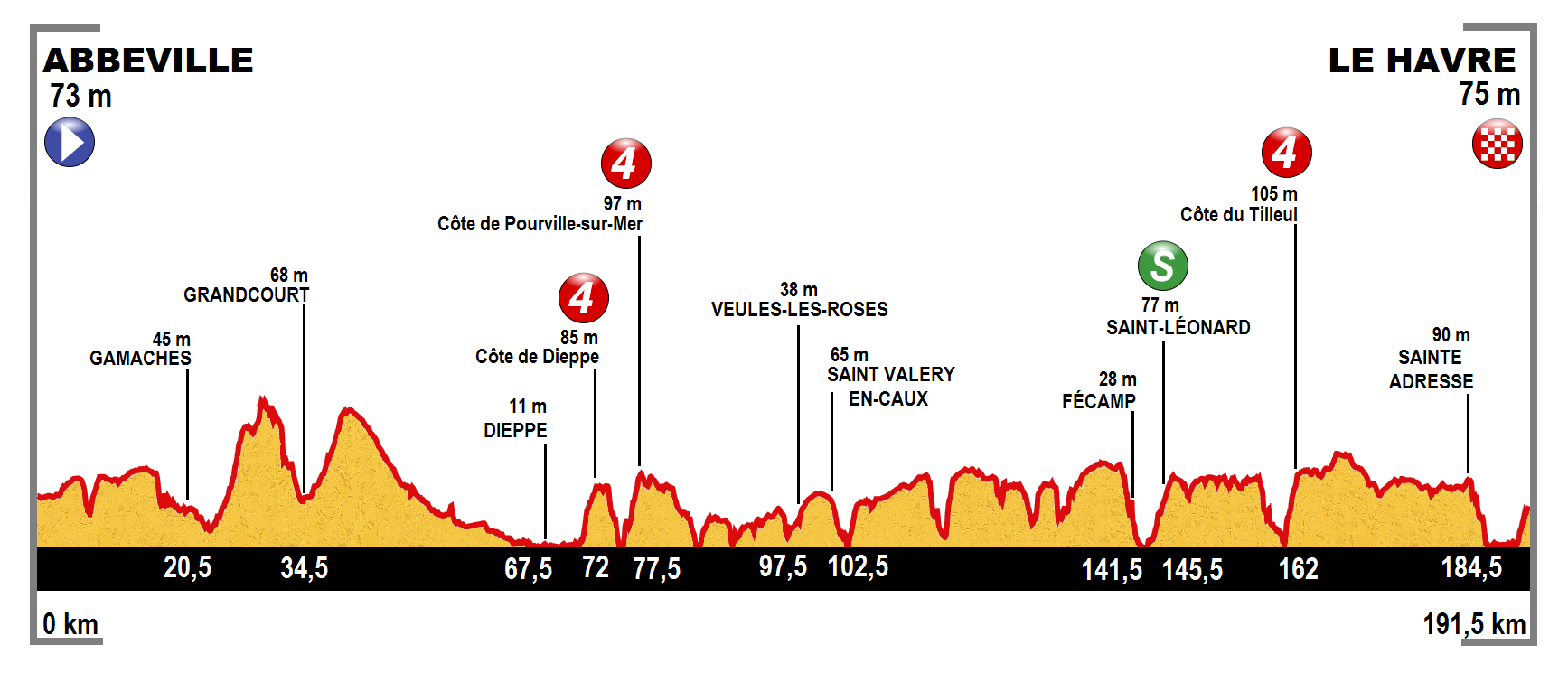
Recorregut de la 6a etapa

Etapa bàsicament plana a través dels departaments del Somme i Sena Marítim, però amb tres petites cotes de quarta categoria durant el recorregut (km 72, 77,5 i 162), cap d'elles amb suficient entitat com per a poder trencar el gran grup.
En els darrers 120 km de recorregut, a partir de Dieppe, se segueix majoritàriament la costa del canal de la Mànega, amb la possible afectació per part dels forts vents. L'esprint del dia es troba a Saint-Léonard, al quilòmetre 146,5. L'etapa finalitza a la cota d'Ingouville, al centre de la vila de Le Havre, una cota no puntuable de 850 metres de llargada al 7% de desnivell.

## Desenvolupament de l'etapa
L'escapada del dia es va formar poc després de la sortida i hi van prendre part tres corredors: Perrig Quémeneur (Team Europcar), Kenneth Vanbilsen (Cofidis) i Daniel Teklehaimanot (MTN Qhubeka). El gran grup, recuperant-se de les caigudes dels dies anteriors, va prendre's el primers quilòmetres amb tranquil·litat i els va permetre agafar fins a 12'30" abans el Lotto Soudal no iniciés la persecució. Teklehaimanot va passar en primera posició per les tres cotes del dia, amb la qual cosa passà a encapçalar la classificació de la muntanya en detriment de Joaquim Rodríguez (Team Katusha). Teklehaimanot era el primer ciclista de l'Àfrica negra en vestir un mallot distintiu del Tour. A mesura que s'acostava el final d'etapa la diferència es va reduir molt. Quémeneur i Teklehaimanot foren neutralitzats a manca de 10 km, mentre Vanbilsen mantenia 25". Finalment fou neutralitzat a manca de 3 km, quan el gran grup ja s'estava preparant per a l'esprint final.
L'etapa finalitzava en una petita cota de 850 metres de llargada al 7% i uns 500 metres finals plans. A manca de 900 metres per l'arribada es va produir una caiguda en la part davantera del gran grup en què es van veure implicats Tony Martin (Etixx-Quick Step) i Vincenzo Nibali (Astana Qazaqstan Team). Zdeněk Štybar (Etixx-Quick Step), aprofitant el caos provocat amb la caiguda, arribà amb dos segons d'avantatge a la línia d'arribada sobre Peter Sagan (Team Tinkoff-Saxo). Martin fou el més mal parat i, tot i que finalitzà l'etapa, una posterior revisió mèdica confirmà el trencament d'una clavícula que li impediria prendre la sortida l'endemà.

## Resultats

### Classificació de l'etapa
|    | Ciclista                   | Equip              | Temps      |
| -- | -------------------------- | ------------------ | ---------- |
| 1  | Zdeněk Štybar (CZE)        | Etixx-Quick Step   | 4h 53' 46" |
| 2  | Peter Sagan (SVK)          | Team Tinkoff-Saxo  | + 2"       |
| 3  | Bryan Coquard (FRA)        | Team Europcar      | + 2"       |
| 4  | John Degenkolb (GER)       | Team Giant-Alpecin | + 2"       |
| 5  | Greg Van Avermaet (BEL)    | BMC Racing Team    | + 2"       |
| 6  | Tony Gallopin (FRA)        | Lotto Soudal       | + 2"       |
| 7  | Edvald Boasson Hagen (NOR) | MTN Qhubeka        | + 2"       |
| 8  | Davide Cimolai (ITA)       | Lampre-Merida      | + 2"       |
| 9  | Julien Simon (FRA)         | Cofidis            | + 2"       |
| 10 | Gorka Izagirre (ESP)       | Movistar Team      | + 2"       |

### Punts atribuïts
| 1r  | Perrig Quéméneur (FRA)     | Team Europcar      | 20 pts |
| 2n  | Kenneth Vanbilsen (BEL)    | Cofidis            | 17 pts |
| 3r  | Daniel Teklehaimanot (ERI) | MTN Qhubeka        | 15 pts |
| 4t  | John Degenkolb (GER)       | Team Giant-Alpecin | 13 pts |
| 5è  | Bryan Coquard (FRA)        | Team Europcar      | 11 pts |
| 6è  | André Greipel (GER)        | Lotto Soudal       | 10 pts |
| 7è  | Peter Sagan (SVK)          | Team Tinkoff-Saxo  | 9 pts  |
| 8è  | Mark Cavendish (GBR)       | Etixx-Quick Step   | 8 pts  |
| 9è  | Roy Curvers (NED)          | Team Giant-Alpecin | 7 pts  |
| 10è | Thomas Voeckler (FRA)      | Team Europcar      | 6 pts  |
| 11è | Matteo Trentin (ITA)       | Etixx-Quick Step   | 5 pts  |
| 12è | Mark Renshaw (AUS)         | Etixx-Quick Step   | 4 pts  |
| 13è | Michał Kwiatkowski (POL)   | Etixx-Quick Step   | 3 pts  |
| 14è | Bryan Nauleau (FRA)        | Team Europcar      | 2 pts  |
| 15è | Peter Kennaugh (GBR)       | Team Sky           | 1 pt   |

| 1r  | Zdeněk Štybar (CZE)        | Etixx-Quick Step             | 50 pts |
| 2n  | Peter Sagan (SVK)          | Team Tinkoff-Saxo            | 30 pts |
| 3r  | Bryan Coquard (FRA)        | Etixx-Quick Step             | 20 pts |
| 4t  | John Degenkolb (GER)       | Team Giant-Alpecin           | 18 pts |
| 5è  | Greg Van Avermaet (BEL)    | BMC Racing Team              | 16 pts |
| 6è  | Tony Gallopin (FRA)        | Lotto Soudal                 | 14 pts |
| 7è  | Edvald Boasson Hagen (NOR) | MTN Qhubeka                  | 12 pts |
| 8è  | Davide Cimolai (ITA)       | Lampre-Merida                | 10 pts |
| 9è  | Julien Simon (FRA)         | Cofidis                      | 8 pts  |
| 10è | Gorka Izagirre (ESP)       | Movistar Team                | 7 pts  |
| 11è | Alexander Kristoff (NOR)   | Team Katusha                 | 6 pts  |
| 12è | Robert Gesink (NED)        | Team LottoNL-Jumbo           | 5 pts  |
| 13è | Joaquim Rodríguez (CAT)    | Team Katusha                 | 4 pts  |
| 14è | Armindo Fonseca (FRA)      | Bretagne-Séché Environnement | 3 pts  |
| 15è | Alejandro Valverde (ESP)   | Movistar Team                | 2 pt   |

### Colls i cotes
| 1r | Daniel Teklehaimanot (ERI) | MTN Qhubeka | 1 pt |

| 1r | Daniel Teklehaimanot (ERI) | MTN Qhubeka | 1 pt |

| - 3. Cota de Le Tilleul. 105m. 4a categoria (km 162) (1,6 km al 5,6%) \| 1r \| Daniel Teklehaimanot (ERI) \| MTN Qhubeka \| 1 pt \| |                            |             |      |
| 1r | Daniel Teklehaimanot (ERI) | MTN Qhubeka | 1 pt |

## Classificacions a la fi de l'etapa

### Classificació general
|    | Ciclista                 | Equip             | Temps       |
| -- | ------------------------ | ----------------- | ----------- |
| 1  | Tony Martin (GER)        | Etixx-Quick Step  | 22h 13' 14" |
| 2  | Chris Froome (GBR)       | Team Sky          | + 12"       |
| 3  | Tejay van Garderen (USA) | BMC Racing Team   | + 25"       |
| 4  | Peter Sagan (SVK)        | Team Tinkoff-Saxo | + 27"       |
| 5  | Tony Gallopin (FRA)      | Lotto Soudal      | + 38"       |
| 6  | Greg Van Avermaet (BEL)  | BMC Racing Team   | + 38"       |
| 7  | Rigoberto Urán (COL)     | Etixx-Quick Step  | + 46"       |
| 8  | Alberto Contador (ESP)   | Team Tinkoff-Saxo | + 48"       |
| 9  | Zdeněk Štybar (CZE)      | Etixx-Quick Step  | + 1' 04"    |
| 10 | Geraint Thomas (GBR)     | Team Sky          | + 1' 15"    |

### Classificació per punts
|   | Ciclista             | Equip              | Punts |
| - | -------------------- | ------------------ | ----- |
| 1 | André Greipel (GER)  | Lotto Soudal       | 161   |
| 2 | Peter Sagan (SVK)    | Team Tinkoff-Saxo  | 158   |
| 3 | John Degenkolb (GER) | Team Giant-Alpecin | 120   |

### Classificació de la muntanya
|   | Ciclista                   | Equip           | Punts |
| - | -------------------------- | --------------- | ----- |
| 1 | Daniel Teklehaimanot (ERI) | MTN Qhubeka     | 3     |
| 2 | Joaquim Rodríguez (CAT)    | Team Katusha    | 2     |
| 3 | Michael Schär (SUI)        | BMC Racing Team | 1     |

### Classificació del millor jove
|   | Ciclista             | Equip              | Temps       |
| - | -------------------- | ------------------ | ----------- |
| 1 | Peter Sagan (SVK)    | Team Tinkoff-Saxo  | 22h 13' 41" |
| 2 | Warren Barguil (FRA) | Team Giant-Alpecin | + 52"       |
| 3 | Nairo Quintana (COL) | Movistar Team      | + 1' 41"    |

### Classificació per equips
|    | Equip             | Temps       |
| -- | ----------------- | ----------- |
| 1r | BMC Racing Team   | 66h 41' 19" |
| 2n | Etixx-Quick Step  | + 22"       |
| 3r | Team Tinkoff-Saxo | + 1' 44"    |

## Abandonaments
- Michael Albasini (SUI) (Orica-GreenEDGE). No surt.[6]